# Осмех на дар
Осмех на дар је акција прикупљања новогодишњих пакетића, која је покренута 2005. године од стране студената Правног факултета Универзитета у Београду, а касније су је прихватили и други факултети Београдског универзитета.

## Почеци
Прича почиње крајем 2006. године када група студената Правног факултета Универзитета у Београду долази на идеју да организује акцију прикупљања новогодишњих пакетића за децу на Косову и Метохији. Као сведоци страдања српског народа, желели су да барем деци, на кратко, дарују давно изгубљене осмехе.
Из те њихове жеље, као логичан, изродио се и назив акције „Осмех на дар“. Вођени ентузијазмом и несебичним залагањем, организовали су се и успели да прикупе велики број новогодишњих пакетића које су лично уручили деци у најугроженијим енклавама на Косову и Метохији.
Наредних година, акција Осмех на дар је прерасла саму себе. Многи су у њима, хуманим студентима, препознали искрену намеру и прикључили се акцији. Покренули су студенте свих факултета Универзитета у Београду, глумце, спортисте, новинаре, ТВ станице, јавне личности, и од Осмеха на дар направили велику, већ добро познату и традиционалну акцију. До данас су посетили најугроженије српске енклаве, поделили и заузврат добили осмехе хиљаде најугроженије деце са Косова и Метохије.

## Прва студентска фондација
Нису се заустављали на претходним акцијама. Почетком 2009. године, на основу постигнутих резултата, стеченог искуства и вођени првобитном идејом, да помогну најугроженијем српском народу са Косова и Метохије, студенти Правног факултета Универзитета у Београду, основали су први студентски фонд у Србији. Овај фонд је настао услед њихове жеље да прошире деловање и тиме помогну, пре свега српској деци, где год је то потребно.

## Циљеви
Српском народу са Косова и Метохије је данас потребнија помоћ више него икада. У енклавама, лишени не само слободе, они су лишени и основних средстава за живот, лекова, хране, одеће, књига, итд. Исте проблеме има и огроман број избеглих лица који живе у колективним центрима и прихватилиштима у централној Србији. Нељудски услови у којима живе, а који се погоршавају из године у годину, не дозвољавају да будемо неми сведоци свега тога.
Циљеви фонда су, на првом месту, прикупљање средстава за помоћ најугроженијима у енклавама на Косову и Метохији и избегличким центрима, обнова школа, болница. Пружање помоћи деци са инвалидитетом и незбринутој деци, како оној са Косова и Метохије, тако и деци у другим деловима Србије.
Такође, још један од циљева је и да као млади људи, студенти, пропагирају и шире свест о заиста тешком положају српског народа са Косова и Метохије, међу младима у Србији и дијаспори, и да што више њих укључе у активан допринос. Бригом, помажући и посећујући оне којима је помоћ преко потребна, желе да им ставе до знања да ипак нису заборављени и без наде. Настављају и настављаће да дарују осмехе!